# پیشینه نام کرمانشاه
در مورد واژهٔ کرمانشاه (کرمانشان، کرماشان) باورهای مختلفی وجود دارد:

## نام کرمانشاه در افسانه‌ها
- این ادعا مطرح شده که در افسانه‌ها بنای شهر کرمانشاه به دست طهمورث دیوبند پادشاه افسانه‌ای پیشدادیان انجام شده‌است. با این حال در شاهنامه به چنین چیزی اشاره نشده‌است.[۱]

## نام کرمانشاه در متون پهلوی
نخستین جایی که به نام کرمانشاه اشاره شده، کتاب بندهشن است. در این کتاب که تدوین نهایی آن در سدهٔ سوم هجری (از ۳ اوت ۸۱۶ تا ۱۱ اوت ۹۱۳ میلادی) توسط فرنبغ دادگی (یا فرنبغ دادویه) صورت گرفته‌است، در بخشی که در توصیف کوه بیستون است نوشته‌شده:
«کوه بِهِستون به سپاهانِ کرمینشان».
مهرداد بهار که این کتاب را از زبان پهلوی ترجمه کرده‌است، در حاشیه‌نویسی‌های خود در پاورقی اظهار داشته که در سه نسخهٔ خطی مورد استفادهٔ وی، این واژه به‌صورت گلمینشن glmynš'n به کار رفته‌است. اما تأکید کرده که املای درست این واژه می‌باید به صورت کلمینشن klmynš'n بوده‌باشد. چون معادل عربی آن قرمیسین است و /ق/ تبدیلی است از /ک k/ در فارسی میانه (پهلوی ساسانی). بهار اضافه می‌کند که شباهت این واژه با لقب بهرام چهارم سبب شده تا دربارهٔ نام این شهر اشتباهی رخ داده و تلفظ نادرست کرمانشاه در ادوار اخیر رسمیت بیابد. او تأکید می‌کند که مردم این شهر خود را کرمانشانی می‌نامند و نام‌واژهٔ کرمانشاه محتملاً تبدیلی است از کرمینشان، کرمیشان و کرمانشان که نام کهن این سرزمین در دورهٔ میانهٔ تاریخ نیز بوده‌است. بهار دربارهٔ معنای این واژه توضیحی نداده‌است.

## نام کرمانشاه در متون دورهٔ اسلامی
نام این شهر در متون عصر اسلامی نویسندگان ایرانی و عرب به گونهٔ قرمسین، کرمانشاه و کرمانشاهان آمده‌است. یاقوت حموی در ذیل واژهٔ روذه گوید:
مات عمرو بن معدی کرب منصرفا عن الری، و دفن فی موضع یقال له کرمانشاه، و کذا قال أبو عبیدة: ...
مترجم کتاب اصطخری در سده پنج می‌گوید:
از کرمانشاهان تا زبیدیه هشت فرسنگ …
در کتاب حدود العالم نیز آمده
مرج و کرمانشاهان شهرک‌هایی‌اند بر ره حجاج …
سمعانی نیز می‌گوید:
کرمانشاهان شهرکیست در راه حج آنجا دو شب خوابیدم …

## باورها در مورد نام کرمانشاه
در مورد نامگذاری کرمانشاه باورهای متفاوتی وجود دارد:
- نخستین اظهار نظر دربارۀ ریشۀ ‌نام کرمانشاه توسط نویسندۀ ناشناس کتاب مجمل التواریخ و القصص صورت گرفته‌است. او نام کرمانشاه را به بهرام چهارم منسوب دانسته و در بخشی که مربوط به «بهرام پور شاپور» است نوشته‌است:

«بيش و کم ازين‌قدر نخواندم، و نه آنک حادثه افتاد اندر ایّام او، کرمانشاهان به وی بازخوانند، كه او را كرمانشاه لقب بود.»
بر این اساس این باور وجود دارد که چون بهرام چهارم در سدهٔ سوم تا چهارم میلادی پادشاه شهر کرمان بوده، پس از تأسیس کرمانشاه این شهر را با نام او می‌خوانند. این دیدگاه، معنای این واژه و نیز خود واژۀ کرمان را توضیح نمی‌دهد و تنها به استناد همین جملۀ مجمل‌التواریخ بسنده می‌کند.
- دوم اینکه نام کرمانشاه،‌ تحریفی از واژۀ کرمانشان/کرماشان باشد. در زبان مردم بومی نیز نام این شهر کرماشان تلفظ می‌شود. محمد مکری، پژوهشگر و زبانشناس، نام کرمانشاه را تلفظی اشتباه اما مصطلح از کلمهٔ کرماشان می‌داند که از کرمانچ یا کرمانج به معنای رعیت گرفته شده و به باور وی شهر رعایا معنا می‌دهد.[۷] عبدالرحمان شرفکندی (هژار) نیز در فرهنگ واژگان کردی-فارسی خود با عنوان هنبانه بورینه، معنای واژهٔ کرمانج را روستایی کرد، و کرمانشاه را مخفف «کرمانج شار یا کرمانجان» دانسته است.[۸]

## نام‌های دیگر کرمانشاه
کرمانشاه در دوره‌های مختلف دارای نام‌های مختلفی بوده که معمولاً با تغییر از حکومتی به حکومتی دیگر صورت می‌گرفته‌است، در قدیمی‌ترین شکل خود اولین بار در دوران باستان و در زمان فرمانروایی کاسی‌ها کرمانشاه را با نام الیپی می‌خوانند و در دوران هخامنشیان از کرمانشاه با نام‌های کامبادن، کارمیسین، کارمیشین، کرمینشان و غیره یاد می‌شود.

### قرمیسین و قرماسین
گفته می‌شود که پس از اسلام، نام کرمانشاه در زبان عربی به قرماسین تغییر پیدا کرده‌است، اما در دوره‌های بعدی مجدداً از نام‌های کرمانشاهان و کرمانشاه استفاده شده‌است. با این حال هنری راولینسون در سفرنامهٔ خود که به سال ۱۸۳۶ مربوط می‌شود، واژهٔ قرمسین را با نام رودخانهٔ قره‌سو مرتبط می‌داند و معتقد است که نام این رودخانه در نام شهر قرمسین که در امتداد ساحل آن قرار داشته، حفظ شده‌است. او همچنین معتقد است که قرمیسین نه نامی دیگر برای شهر کرمانشاه، بلکه شهری متمایز از آن است که شهر جدید با نام کرمانشاه بر روی خرابه‌های آن شکل گرفته‌است. همچنین زکریای قزوینی در سده هفتم هجری از قرمیسین نام برده و آن را شهری نزدیک کرمانشاهان دانسته، چنان‌که گویی هر دو یک شهر هستند. صفی‌الدین عبدالمؤمن بن عبدالحق بغدادی نیز در کتاب «مراصد الاطلاع علی اسماء الامکنه والبقاع» که فشرده‌ای از معجم‌البلدان یاقوت حموی است، قرمیسین را با فتح قاف شهری نامور دانسته که در نزدیکی کرمانشاهان و در همسایگی دینور، در میانهٔ همدان و حلوان بر کنار راه عراق قرار داشته‌است.

### قهرمانشهر و باختران
نام کرمانشاه پس از پیروزی انقلاب ۵۷ به قهرمانشهر و چندی بعد به باختران تغییر پیدا کرد؛ ولی از آن‌جایی که این امر با اعتراضات گستردهٔ مردم همراه شد، در نتیجه چندی بعد با تلاش‌های اسماعیل ططری و با تصویب قانونی نام شهر به نام قدیمی خود تغییر یافت.

## آثاری در رابطه با نام کرمانشاه
در رابطه با ریشه و پیشینهٔ نام کرمانشاه پژوهش‌های متعددی شده و علاوه بر کتاب مجمل‌التواریخ و القصص که به صورت غیر پژوهش به بیان ریشه‌شناسی این واژه پرداخته‌است، نظریات مختلف دیگری در این رابطه بیان شده‌است.
1. مجمل‌التواریخ و القصص (۱۳۸۹). به تصحیح ملک‌الشعراء بهار، تهران: اساطیر.
2. سحابی، عبدالجواد. قرمیسین، کرماشان، کرمانشاه، در کتاب جمعه، شمارۀ ۳۶، ۱ خرداد ۱۳۵۹، صص ۱۴۹-۱۵۱.
3. مکری، محمد. وجه تسمیهٔ کرماشان، در فرهنگ نام‌های پرندگان در زبانهای غرب ایران (زبان کردی) و تطبیق آنها با نام‌های فارسی و زبانهای دیگر محلی ایران. تهران: امیرکبیر، ۱۳۶۱.
4. محیط طباطبایی، سیدمحمد (۱۳۶۷). جست‌وجو در اصل کلمهٔ کرمانشاهان، کیهان فرهنگی، ش ۶۰.
5. موسوی، سیداحمد (۱۳۶۸). تأملی در مقالهٔ جست‌وجو در اصل کلمهٔ کرمانشاهان، کیهان فرهنگی، ش ۶۱.
6. وامقی، ایرج (۱۳۷۰). قرمیسین/کرمانشاه، مجلهٔ آینده، ش ۱۸۱.
7. توکلی، احمد (۱۳۷۱). کرمانشاه امپراطوری فیل‌هلن، مجلهٔ آینده، س ۱۸.
8. کزازی، میرجلال‌الدین (۱۳۷۲). کرمانشاه و بهرام چهارم، در کیهان فرهنگی، ش ۱۰۶؛ همچنین در کرمانشاه: شهر شگرف ماه، کرمانشاه: دیباچه، صص ۱۴۵-۱۵۷.
9. داراب‌بیگی، علی (۱۳۹۱). رمزگشایی واژهٔ کرمانشاه، تهران: مؤلف.
10. رحیمی زنگنه، ابراهیم، کهریزی، خلیل و حسینی، ایوب (۱۳۹۲). کرمانشاه و سوءتفاهمی تاریخی، در جستارهای تاریخی، پژوهشگاه علوم انسانی و مطالعات فرهنگی، سال چهارم، شمارهٔ دوم، پاییز و زمستان ۱۳۹۲، صص ۳۳–۱۹.
11. رضایی، ایرج (۱۳۹۶)، مروری بر آراء پیشین و ارائهٔ چند پیشنهاد تازه دربارهٔ وجه تسمیه، پیشینهٔ استقرار و تاریخ بنای شهر کرمانشاه، در دوفصلنامه علمی-پژوهشی پژوهشنامهٔ تاریخ‌های محلی ایران، دورهٔ ۵، شمارهٔ دوم، پیاپی ۱۰، بهار و تابستان ۱۳۹۶، صص ۶۶–۴۷.